# Recess
Recess – debiutancki album studyjny amerykańskiego muzyka Skrillexa, wydany 18 marca 2014 roku przez Big Beat Records i OWSLA. Pierwszy singel, "Try It Out" - stworzony wraz z muzykiem Alvinem Riskiem, został wydany 14 października 2013 roku.

## Lista utworów
1. "All is Fair in Love and Brostep" (oraz Ragga Twins) - 4:08
2. "Recess" (oraz Kill the Noise, Fatman Scoop & Michael Angelakos) - 3:57
3. "Stranger" (oraz KillaGraham & Sam Dew) - 4:49
4. "Try It Out" (Neon Mix) (oraz Alvin Risk) - 3:49
5. "Coast is Clear" (oraz Chance the Rapper & the Social Experiment) - 4:03
6. "Dirty Vibe" (oraz Diplo, G-Dragon & CL) - 3:26
7. "Ragga Bomb" (oraz Ragga Twins) - 4:18
8. "Doompy Poomp" - 3:25
9. "Fuck That" - 3:50
10. "Ease My Mind" (oraz Niki and the Dove) - 5:02
11. "Fire Away" (oraz Kid Harpoon) - 5:42

Informacje dodatkowe: 
- Sample z "All is Fair in Love and Brostep" zostały użyte w produkcji piosenki Zomboya "Terror Squad".
- "Coast is Clear" zawiera dodatkowe wokale Petera Cottondale'a i Donnie'go Trumpeta, oraz sample piosenki The Notorious B.I.G.a "Big Poppa".
- "Ease My Mind" zawiera sample piosenki Niki & The Dove "DJ, Ease My Mind".